# Museu Nobel
O Museu Nobel - em sueco Nobelmuseet - é um museu dedicado ao Prémio Nobel e aos galardoados com essa distinção. 

Foi fundado em 2001. 

Está situado no edifício da Bolsa de Estocolmo, em Estocolmo na Suécia. 